# Streptomyces hygroscopicus

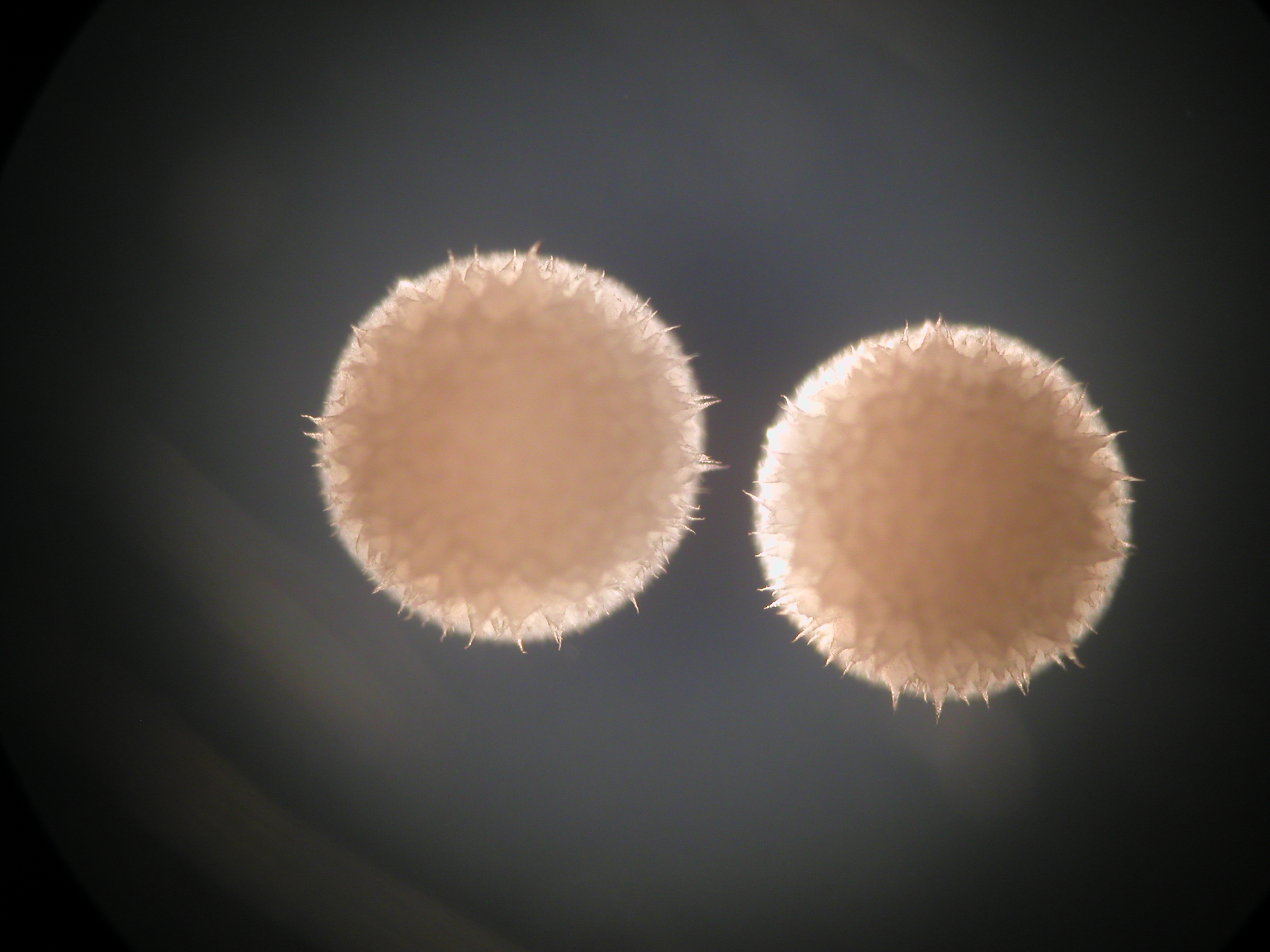
Kolonier av Streptomyces hygroscopicus

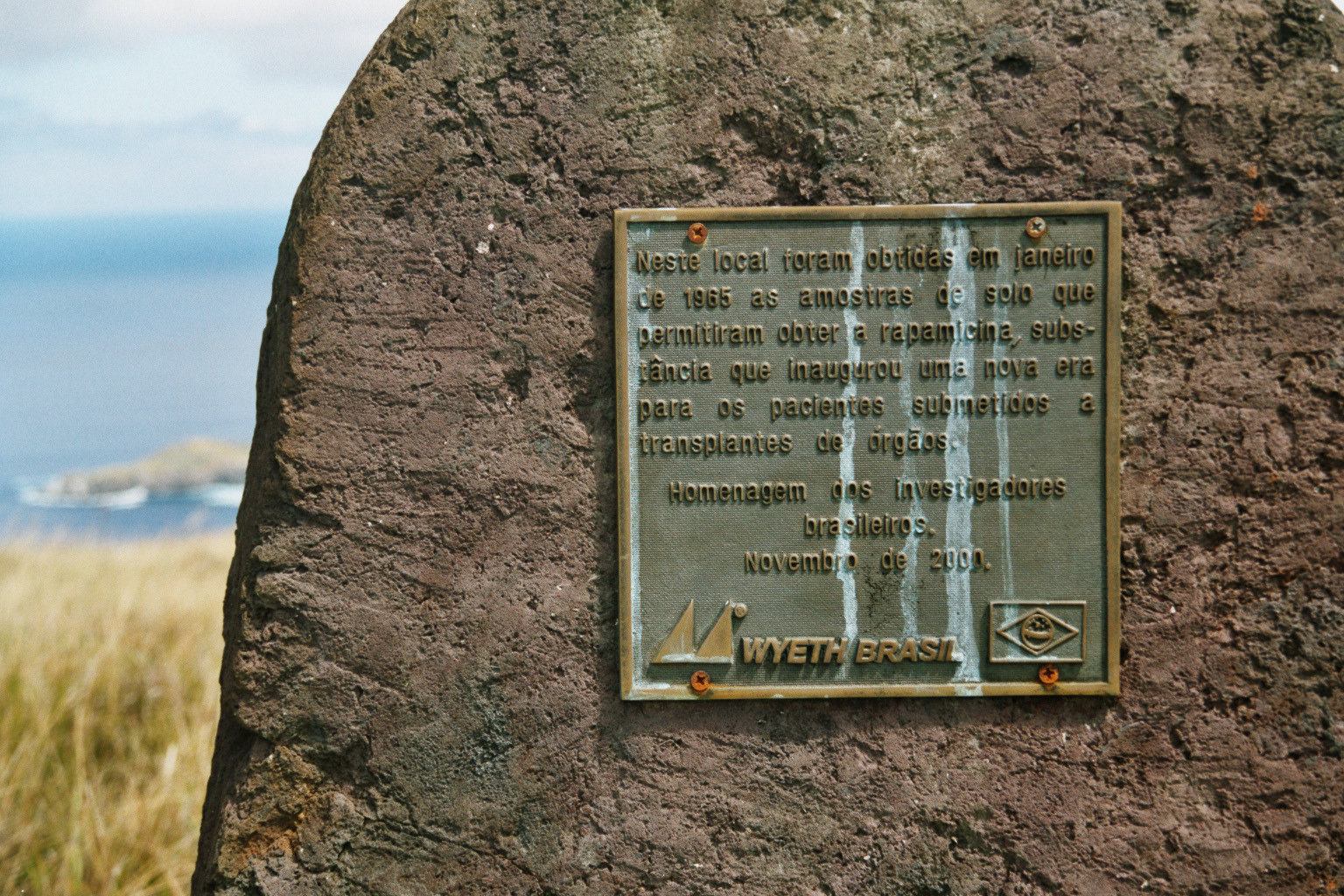
Minnesplakett på Påskön över upptäckten av rapamycin från Streptomyces hygroscopicus i jordprover

Streptomyces hygroscopicus är en bakterieart av släktet Streptomyces. Den beskrevs först av Hans Laurits Jensen 1931.(Jensen, 1931) Yüntsen et al., 1956 
Kulturer av olika stammar av S. hygroscopicus kan användas för att producera många olika kemiska substanser.
Rapamycin är ett antisvamp- och immunhämmande läkemedel, som först isolerades 1972 av Claude Vazini och Surendra Sehgal på Ayert Pharmaceutical i Montreal i Kanada. De isolerades från S. hygroscopicus från jordprover som Georges Nógrády samlat in under Medical Expedition to Easter Island till Påskön 1963-1964.
Ascomycin är en annan immunhämmare, som produceras av några stammar av S. hygroscopicus. Den har en liknande struktur som rapamycin och kan användas för att behandla autoimmuna sjukdomar och hudsjukdomar och kan hjälpa till att förhindra avstötning efter organtransplantation.
S. hygroscopicus producerar också den naturliga herbiciden bialaphos.